# Colpochila comma
Colpochila comma är en skalbaggsart som beskrevs av Britton 1986. Colpochila comma ingår i släktet Colpochila och familjen Melolonthidae. Inga underarter finns listade i Catalogue of Life.